# 필 벅맨

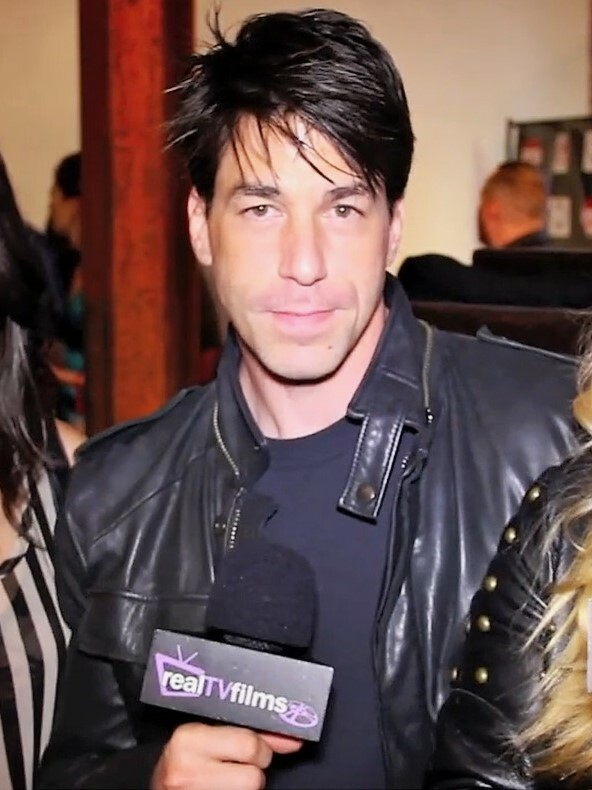

필 벅맨(Phil Buckman, 1969년 11월 18일 ~ )은 미국의 음악가, 배우이다.
퀸스에서 태어났다.

## 영화
- 클럽랜드 (1999년)
- 파리의 늑대인간 (1997년) - 크리스 역
- 비버리힐즈의 아이들 (1990년)